# Нечай (заказник)
Нечай — ландшафтний заказник місцевого значення в Україні. Розташований у межах Бахмацького району Чернігівської області, біля села Гайворон. 
Площа 312 га. Статус присвоєно згідно з рішенням Чернігівської обласної ради від 14.05.1999 р. Перебуває у віданні Гайворонської сільської ради.
Статус присвоєно для збереження евтрофного осоково-злакового болотниого масиву з типовими поліськими і лісостеповими болотними видами. Заказник має важливе значення для регуляції гідрологічного режиму прилеглих територій, тут мешкає велика кількість водно-болотних птахів. 